# St Cross South Elmham
St Cross South Elmham est un village et une paroisse civile du Suffolk, en Angleterre.